# Víctor Asprilla
Víctor Asprilla (Florida, 11 de octubre de 1990) es un futbolista colombiano.

## Clubes
| Club                    | País     | Año       |
| ----------------------- | -------- | --------- |
| Escuela Boca Juniors    | Colombia | 2003-2008 |
| Cortuluá                | Colombia | 2009      |
| Chorrillo Fútbol Club   | Panamá   | 2011      |
| Atlético Huila          | Colombia | 2012      |
| Centauros Villavicencio | Colombia | 2013      |
| Parma Calcio 1913       | Italia   | 2013 -    |
| Atlético Chiriquí       | Panamá   | 2013      |
| Águilas Doradas         | Colombia | 2014      |
| Expreso Rojo            | Colombia | 2015      |
| Cúcuta Deportivo        | Colombia | 2016      |
| Real Santander          | Colombia | 2017      |